# 10088 Digne
10088 Digne este un asteroid din centura principală de asteroizi.

## Descriere
10088 Digne este un asteroid din centura principală de asteroizi. A fost descoperit pe 22 septembrie 1990 la Observatorul La Silla de Eric Walter Elst. El prezintă o orbită caracterizată de o semiaxă mare de 2,34 ua, o excentricitate de 0,18 și o înclinație de 3,4° în raport cu ecliptica.